# Мирко Минић
Мирко (Томислава) Минић (Стубла, Медвеђа, 1892 — Прокупље, 1968) био је српски артиљерац. Носилац је Карађорђеве звезде са мачевима.

## Биографија
Рођен је од оца Томислава и мајке Руже.
Преживео је два балканска и два светска рата. 
Као крупан, стасит и физички одлично развијен младић, регрутован је  у тешку артиљерију. Кроз све ратове прошао је као артиљерац хаубичког пука, у ком је стекао стекао Карађорђеву звезду са мачевима.
Као наредник у  хаубичкој батерији за време Церске битке и непосредно после ње, учинио је два велика подвига. За који је од та два добио Карађорђеву звезду са мачевима, тешко је утврдити. Можда за оба. У сваком случају, према броју указа, види се да је одликован за заслуге у тој бици.
Први подвиг је начинио је управо за време Церске битке. У јеку те битке, један aустријски топ великог калибра је  са добро замаскираних положаја, непрекидно засипао српске батерије ватром. Око српских топова врило је од експлозија аустријских граната. Гинули су артиљерци, неки топови су већ били онеспособљени, а овај аустријски злотвор није престајао. Сви покушаји артиљеријских осматрача да га лоцирају, остајали су без успеха. Једини начин да се открије положај тог злосрећног аустријског топа, који је систематски уништавао српске топове, било је ноћно извиђање у непријатељској позадини. То је био практично самоубилачки подухват. Требало се по мрклој ноћи провући кроз аустријски борбени распоред, заћи у њихову позадину, открити где је велики топ, и у мраку му одредити координате. И још се жив вратити натраг.
За ту немогућу мисију добровољно се јавио наредник Мирко, и са својим побратимом кренуо да изврши задатак. Успели су да се неопажено провуку поред уморних и дремљивих аустријских мртвих стража, и под заштитничким плаштом ноћи да заобиђу њихове главне положаје. За искусне горштаке, кретање по непознатом, брдовитом терену по мрклој ноћи није представљало велики проблем.
Мирко и њеков побратим, успели су да у једној ували открију аустријски топ великог калибра, да га прецизно лоцирају, и да поробе три аустријска војника на које су налетели у мраку. Заједно са заробљеницима су се пре зоре вратили у батерију - живи и здрави.
Сутрадан, на основу елемената које је Минић дао, уништен је аустријски топ.
Други подвиг учинио је непосредно након Церске битке када је његова батерија покушавала да поруши аустријске понтонске мостове на Дрини, гађајући их са падина Цера.
Том покушају је присуствовао и сам командат 2. армије, будући војвода Степа Степановић. Као за инат када је требало да се покажу пред командантом армије, артиљеријски официри , који су лично преузели на себе нишањење хаубицом, никако да погоде понтоне. Њихове гранате су шеврдале лево или десно, и никако да погоде циљ, и комдант се већ почео нервирати јер је преко тих мостова текла река Аустријанаца који су се повлачили испред српских победоносних трупа.
Наредник Мирко је тада замолио да и он опали неколико граната.
Већ обесхрабрени, његови официри су му то дозволили. Као извежбани артиљерац он је првом гранатом пребацио циљ, али је имао добар правац, другом подбацио, и тако, артиљеријским жаргоном говорећи уракљио циљ. Сад је све било ствар рутине. Трећа граната је пала на сред моста и он је био уништен.
За ове подвиге, указом број 11.123 артиљеријски наредник, Мирко Минић је одликован Златним војничким одреном Карађорђеве звезде са мачевима. За ове повиге одликован је и Руским орденом за храброст, Крстом Светог Ђорђа IV степена. Поред тога био је одликован и са Сребрном и Златном медаљом за храброст "Милош Обилић" и свим споменицама из минулих ратова. У ратовима је два пута и рањаван, јер је нареник Мирко био познат по томе што није прекидао паљбу ни када је око његове батерије био непријатељски удар.  
После ратова је неко време држао бакалницу у селу Газдару. Касније се преселио у Прокупље где се посветио подизању породице. Са супругом Јеленом имао је синове Новака и Радована и ћерку Ружицу.
Умро је у Прокупљу 1968. године у 76. години живота и сахрањен је на прокупачком гробљу.